# مونتيكيارو دستي
مونتيكيارو دستي (بالإيطالية: Montechiaro d'Asti)‏ هي بلدة وبلدية في مقاطعة أستي في إقليم بييمونتي في جنوب إيطاليا.

## السكان
في سنة 1861 بلغ عدد السكان 2٬157 نسمة، وتطور العدد ليصل في سنة 2011 لـ 1٬380 نسمة.
يظهر هذا المخطط البياني تطور النمو السكاني لـ مونتيكيارو دستي

## أعلام
- جيوفاني باسترون
- لويغي بوسكو